# Vanessa Berthold
Vanessa Berthold (* 1988) ist eine deutsche Autorin, Redakteurin und Cutterin sowie ehemalige Schauspielerin, die zwischen 2000 und 2008 in mehreren Filmen und Fernsehserien mitgespielt hat.

## Leben
Erstmals wirkte Berthold in dem 2000 produzierten Fernsehfilm Rotlicht – In der Höhle des Löwen mit. Danach spielte sie in einzelnen Episoden der Fernsehserien 
Achterbahn, Edel & Starck, Krimi.de, SOKO Leipzig, Unser Charly und Ein Fall für zwei. Außerdem wirkte sie in den letzten beiden Jahren ihrer Laufbahn als Schauspielerin in den Filmen Sehnsucht nach Rimini, Tarragona – Ein Paradies in Flammen und Der Vorleser mit.